# Frédéric Mascle
Pour les articles homonymes, voir Mascle.
Frédéric Mascle est un homme politique français né le 1er janvier 1853 à Châteaurenard (Bouches-du-Rhône) et décédé le 24 février 1917 à Marseille (Bouches-du-Rhône)

## Biographie
Après une carrière dans l'administration préfectorale, il devient directeur de la Mutualité au ministère de l'Intérieur puis au ministère du Travail. Il est sénateur des Bouches-du-Rhône de 1912 à 1917, inscrit au groupe de la Gauche démocratique.

## Sources
- « Frédéric Mascle », dans le Dictionnaire des parlementaires français (1889-1940), sous la direction de Jean Jolly, PUF, 1960 [détail de l’édition]